# Кущевська
Кущівська (з 1933 року після перекладу документів на російську мову - "Кущевська") — станиця на півночі Краснодарського краю, адміністративний центр Кущевського району, центр "Кущевського сільського округу".
Населення — 28,3 тис. осіб (2010).
Розташована на березі річки Єя, при впаданні в неї притоки Куго-Єя. Станція Кущівка на залізниці Тихоріцьк — Батайськ.
У селі існували молочний завод, цегельний завод, ливарно-механічний завод, бронетанковий ремонтний завод.
У 1794 році засноване Кущівська станиця чорноморських козаків — одна з перших сорока. До 1920 станиця входила в Єйський відділ Кубанської області.
У 1932-33 роках відбулося злочинне вбивство українців у Краснодарському краї, зокрема станиці Кущівській.
В 2010 в Кущевській відбулося масове вбивство, яке отримало широкий резонанс.